# Cheilotrichia (Cheilotrichia) imbuta
Cheilotrichia (Cheilotrichia) imbuta is een tweevleugelige uit de familie steltmuggen (Limoniidae). De soort komt voor in het Palearctisch gebied.